# Insurgència a Kabardino-Balkària i Karatxai-Txerquèssia
La Insurgència a Kabardino-Balkària i Karatxai-Txerquèssia fou conflicte prolongat entre les forces de seguretat russes i els grups militants gihadistes (Wilaya KBK i Djamaat Yarmuk) de la regió del Caucas del Nord de Rússia en les províncies de Kabardino-Balkària i Karatxai-Txerquèssia. El conflicte va formar part de la insurgència més àmplia al Caucas del Nord, que va sorgir després de la Primera Guerra Txetxena.

## Antecedents
Els orígens de la Insurgència a Kabardino-Balkària i Karatxai-Txerquèssia començà a les guerres txetxenes dels anys noranta. La retirada de les tropes russes de Txetxènia el 1996 va crear un buit de poder a la regió, que va provocar l'ascens de diversos grups militants amb agendes separatistes i islamistes. Aquests grups, com ara el Karatxai Djamaat, el Djamaat de Kabardino-Balkària i l'Emirat del Caucas i els seus afiliats, van intentar establir un estat islàmic independent al Caucas del Nord i fer la gihad contra el govern rus.

## Vegeu també

Mapa de l'atac a Nàltxik (2005).